# Kevin Chesham
Kevin Chesham (* 13. August 1987 in Bern) ist ein Schweizer Jazzmusiker (Schlagzeug).

## Leben und Wirken
Chesham, der schon als kleines Kind Schlagzeug spielen wollte, erhielt ab dem elften Lebensjahr eine Ausbildung. 1999 stieg er bei Wiuds Höi ein, einer Seeländer Unterhaltungs-Bigband. 2003 wechselte er an die Swiss Jazz School. Ab 2005, während seines Studiums bei Billy Brooks und Dejan Terzic an der Jazzabteilung der Hochschule der Künste Bern (2008 Bachelor, später Master), begleitete er Musiker wie Tom Harrell, Sandy Patton, Bert Joris oder Alexander von Schlippenbach.
Christoph Stiefel holte ihn in sein Inner Language Trio, mit dem er das Album Big Ship einspielte; er war auch mit Stiefels Septett (Rhythm-a-tized) unterwegs. Weiter ist er in den Gruppen von Thierry Lang, von Florian Favre, von Heiri Känzig (Paris – Buenos Aires) sowie dem Generations Quartet von Eric Alexander und Stewy von Wattenwyl aktiv, spielt bei AEIOU Elektropop und bei Death by Chocolate. Er ist auch auf Alben von Ueli Kempter, Phanamanation, Rolf Häsler, Urs Bollhalder, Fere Scheidegger, Tomas Sauter und Stewy von Wattenwyl (In the Giants Garden, 2020) zu hören.